# Кубок Шотландії з футболу 1873—1874
Кубок Шотландії з футболу 1873–1874 — 1-й розіграш кубкового футбольного турніру у Шотландії. Титул здобув Квінз Парк.

## Перший раунд
| Команда 1          | Рахунок | Команда 2     |
| ------------------ | ------- | ------------- |
| Дамбартон          | +:-     | Вейл оф Левен |
| Терд Ланарк        | +:-     | Саутерн       |
| 18 жовтня 1873     |         |               |
| Александра Атлетік | 2:0     | Колендер      |
| Рентон             | 2:0     | Кілмарнок     |
| 25 жовтня 1873     |         |               |
| Клайдсдейл         | 6:0     | Гренвіл       |
| Квінз Парк         | 7:0     | Дамбрек       |
| 8 листопада 1873   |         |               |
| Вестерн            | 0:1     | Блісвуд       |
| Істерн             | 4:0     | Роверс        |

## Чвертьфінали
| Команда 1                        | Рахунок | Команда 2   |
| -------------------------------- | ------- | ----------- |
| 8 листопада 1873                 |         |             |
| Клайдсдейл                       | 1:1     | Терд Ланарк |
| 15 листопада 1873 (перегравання) |         |             |
| Терд Ланарк                      | 0:0     | Клайдсдейл  |
| 22 листопада 1873                |         |             |
| Дамбартон                        | 0:0     | Рентон      |
| Квінз Парк                       | 1:0     | Істерн      |
| 29 листопада 1873 (перегравання) |         |             |
| Рентон                           | 1:0     | Дамбартон   |
| 6 грудня 1873                    |         |             |
| Александра Атлетік               | 0:2     | Блісвуд     |
| 6 грудня 1873 (перегравання)     |         |             |
| Клайдсдейл                       | 2:0     | Терд Ланарк |

## Півфінали
| Команда 1      | Рахунок | Команда 2 |
| -------------- | ------- | --------- |
| 13 грудня 1873 |         |           |
| Квінз Парк     | 2:0     | Рентон    |
| 20 грудня 1873 |         |           |
| Клайдсдейл     | 4:0     | Блісвуд   |

## Фінал
| 21 березня 1874 |

| Квінз Парк               | 2:0 | Клайдсдейл |
| ------------------------ | --- | ---------- |
| В.Маккіннон 60' Лекі 85' |     |            |

| Гемпден-Парк, Глазго Глядачів: 2 500 Арбітр: Джеймс Макінтайр |